# Fliegender Ochse
Der Fliegende Ochse ist der Hauptpreis im Spielfilmwettbewerb beim Filmkunstfest Mecklenburg-Vorpommern.
Die Skulptur besteht aus einer geflügelten Ochsenfigur auf einem Filmstreifen in einer Plexiglasstele. Sie stammt vom Leipziger Künstler Hartmut Klopsch und wird seit 1991 jährlich im Mai vergeben. Der Preis ist seit 2012 mit 10.000 Euro dotiert.
Der Spielfilmwettbewerb mit aktuellen Produktionen aus Deutschland, Österreich und der Schweiz steht gemeinsam mit den Wettbewerben für Dokumentarfilme und Kurzfilme im Zentrum des Festivals.

## Preisträger
- 1997: Helke Misselwitz, Engelchen
- 1998: Andreas Dresen, Raus aus der Haut
- 1999: Andreas Dresen, Nachtgestalten
- 2000: Franziska Buch, Verschwinde von hier
- 2001: Esther Gronenborn, 99 Euro Balkan Rhapsody
- 2002: Ulrich Köhler, Bungalow
- 2003: Anne Wild, Mein erstes Wunder
- 2004: Michael Sturminger, Hurensohn
- 2005: Esther Gronenborn, Adil geht
- 2006: Benjamin Heisenberg, Schläfer
- 2007: Barbara Albert, Fallen
- 2008: Götz Spielmann, Revanche
- 2009: Arash T. Riahi, Ein Augenblick Freiheit
- 2010: Franz Müller, Die Liebe der Kinder
- 2011: Jan Schomburg für Über uns das All
- 2012: Hans-Christian Schmid für Was bleibt
- 2013: Friederike Jehn für Draussen ist Sommer
- 2014: Umut Dağ für Risse im Beton
- 2015: Sabine Boss für Der Goalie bin ig
- 2016: Barbara Eder für Thank You for Bombing
- 2017: Mascha Schilinski für Die Tochter
- 2018: Wolfgang Fischer für Styx
- 2019: Nora Fingscheidt für Systemsprenger
- 2020: kein Festival
- 2021: David Clay Diaz für Me, We
- 2022: Kurdwin Ayub für Sonne
- 2023: Chris Raiber für Sterne unter der Stadt[1]
- 2024: Andreas Dresen für In Liebe, Eure Hilde[2]
- 2025: Lauro Cress für Ungeduld des Herzens[3]